# ニコラウス・クニュプファー
ニコラウス・クニュプファー（Nicolaus Knüpfer、1609年頃 -1655年10月15日）はドイツ生まれで、主にオランダのユトレヒトで活動した画家である。歴史画や風俗画を描いた。

## 略歴
ライプツィヒで生まれた。17世紀末に画家たちの伝記を残したアルノルト・ホウブラーケンによればエマニュエル・ナイセン(Emanuel Nysen)という画家の弟子であったとされる。マクデブルクに移り、1630年まで画家の助手をした後、ユトレヒトに移り、アブラハム・ブルーマールトの工房に入り、2年間働いた。
自らの工房を開き、1637年にユトレヒトの聖ルカ組合に入会した。デンマークのクロンボー城の装飾画を描くメンバーにも加わり、ヤン・ボトやヤン・バプティスト・ウェーニクス(1621-1659)といった風景画家の作品に人物を描いた。
多くの弟子を教え、その中にはヤン・ステーンやハブリエル・メツー、アリ・デ・フォイスや、ピーテル・クラインス・フォルマライン(Pieter Crijnse Volmarijn)といった画家がいる。
聖書や、文学、神話を題材にした作品や、当時オランダで人気のあった風俗画を描いた。

## 作品

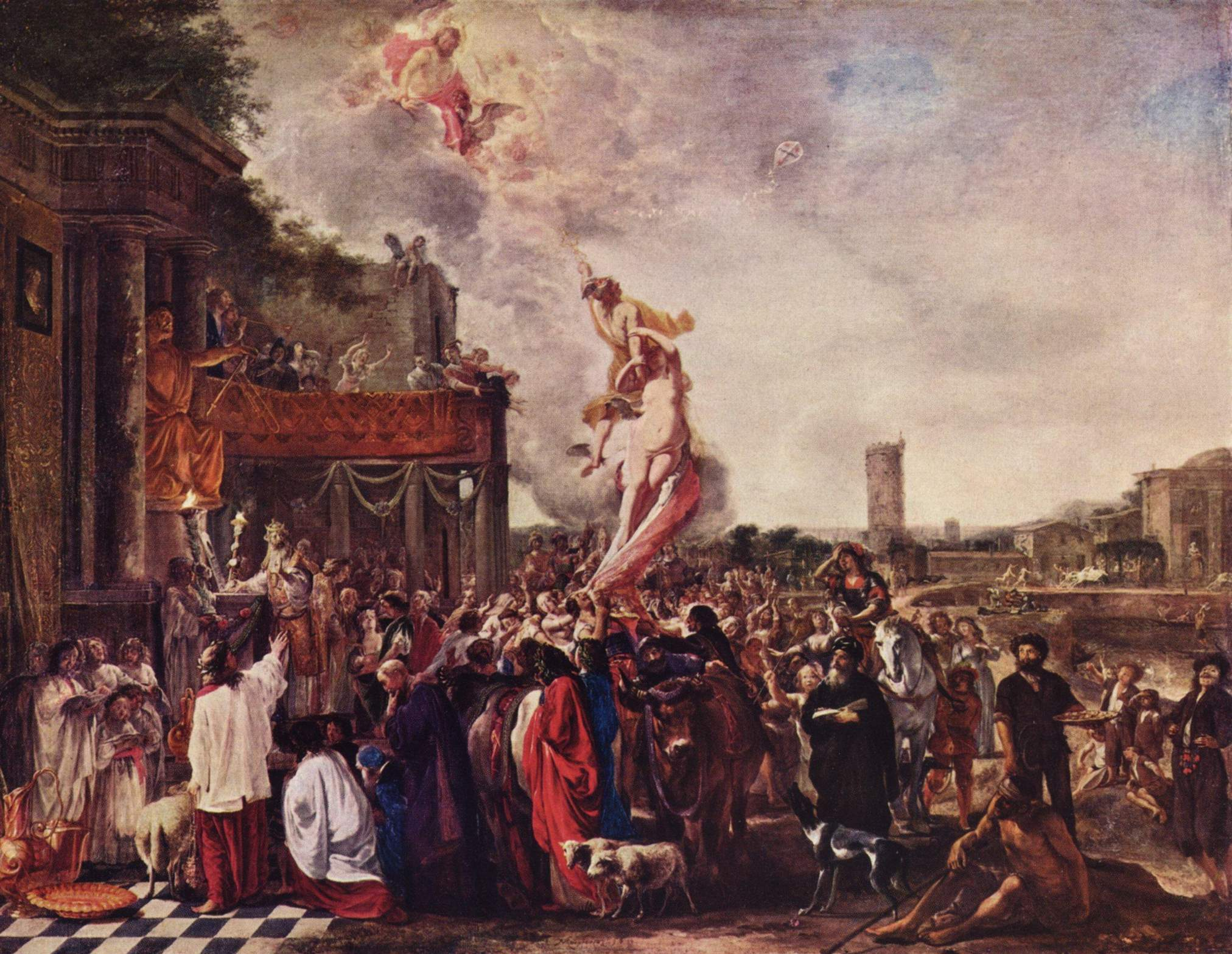
"Die Entführung des Glücks" (1651) シュヴェリーン州立美術館 蔵
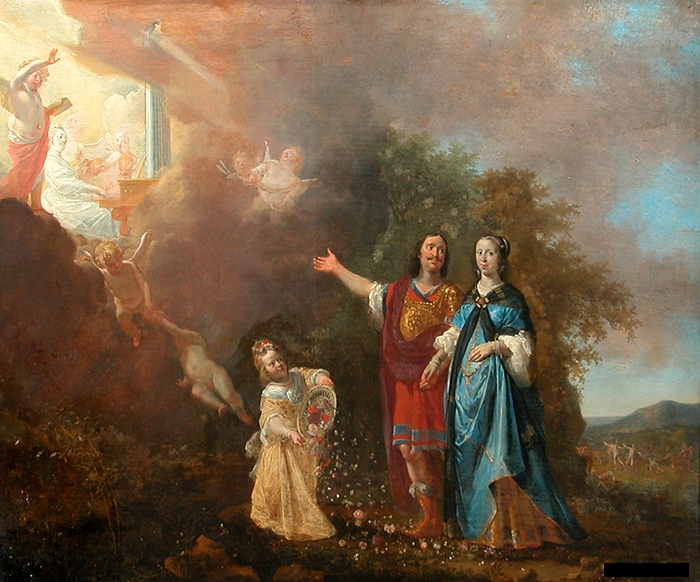
恋人たちの前に現れた聖セシリア ルーブル美術館蔵
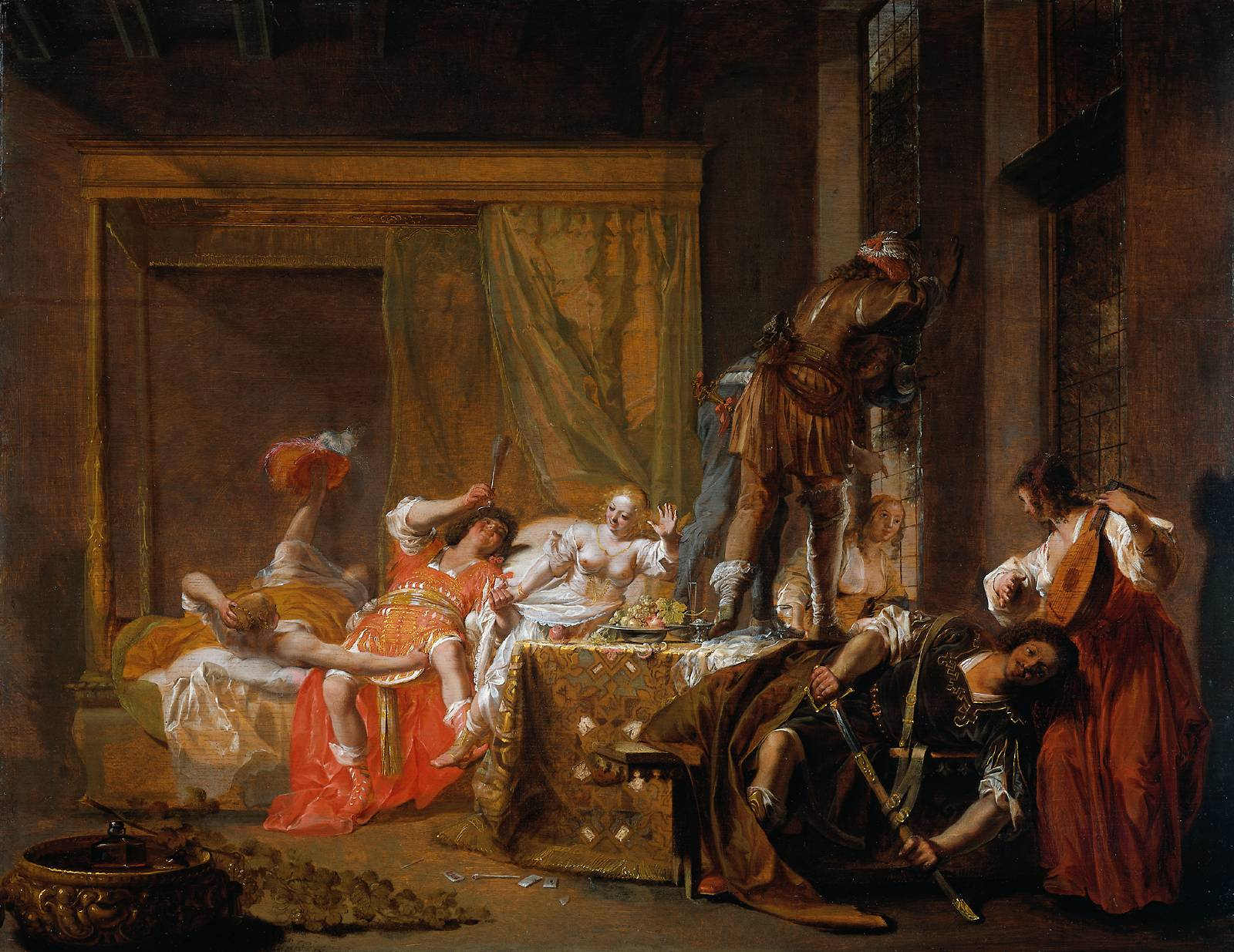
売春宿の情景-戯曲"he marriage of Messaline and Gaius Silius"の場面 アムステルダム国立美術館蔵
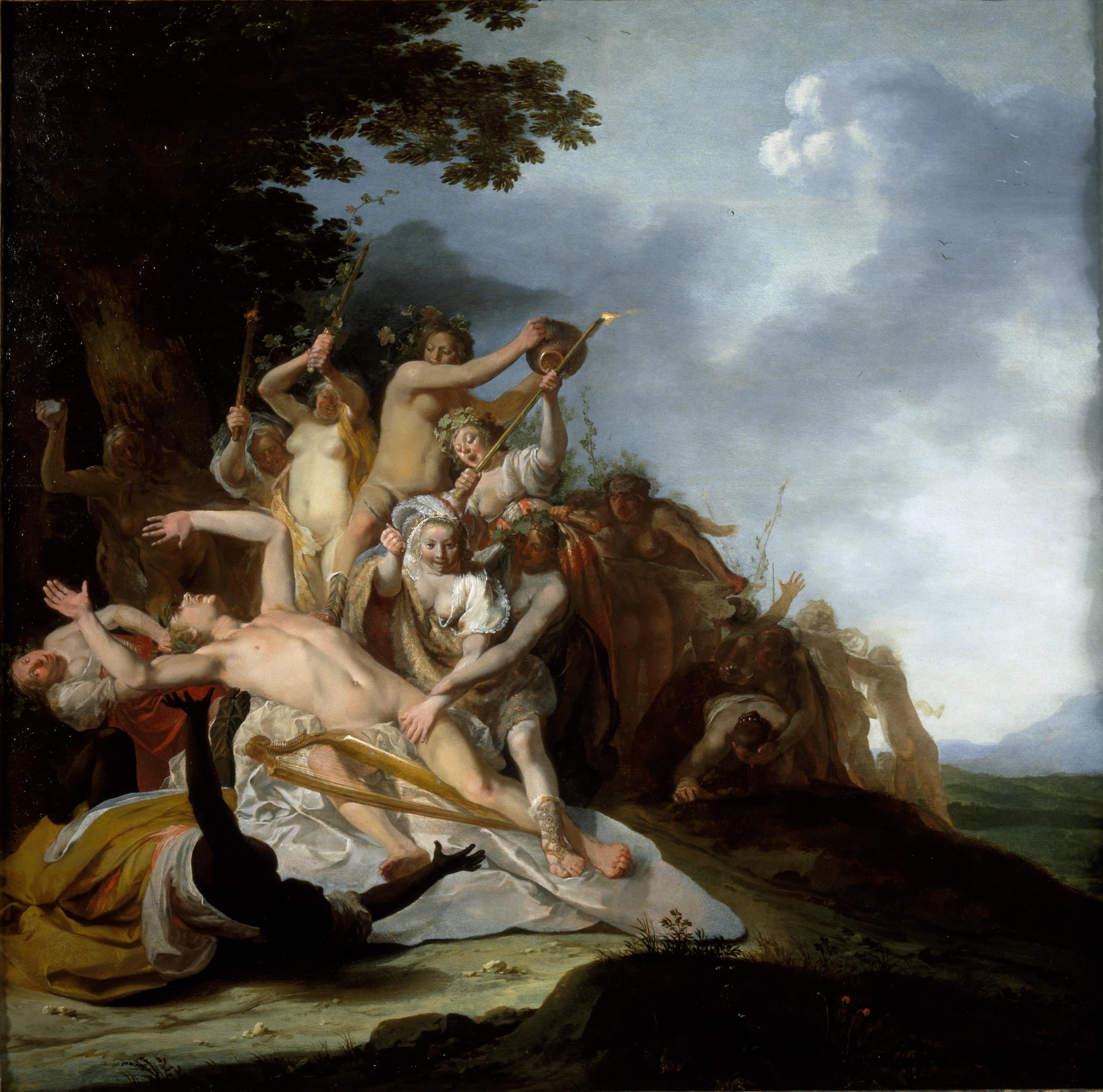
「オルペウスの死」 ユトレヒト中央博物館蔵
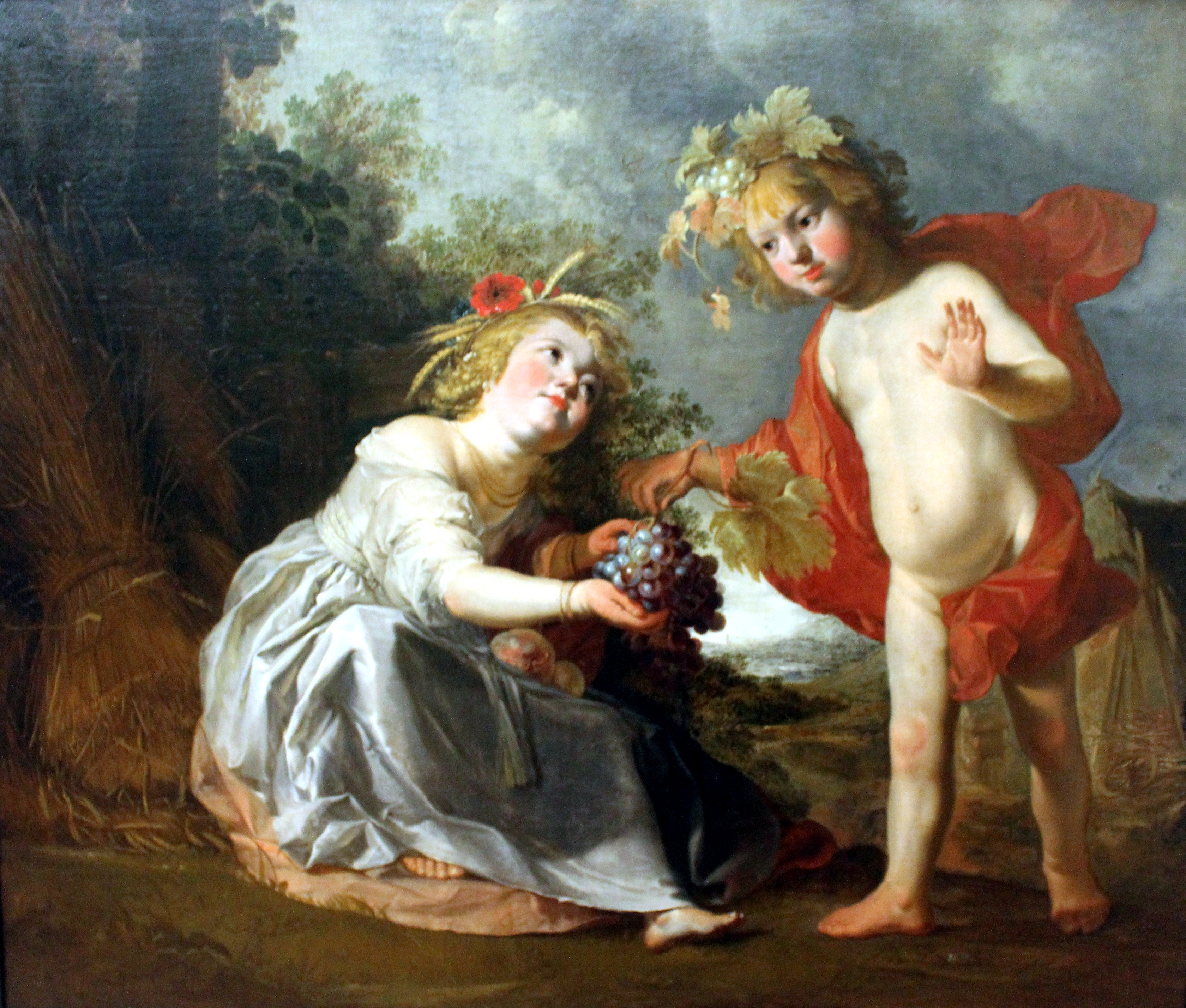
バッカスとクレスとしての2人の子供
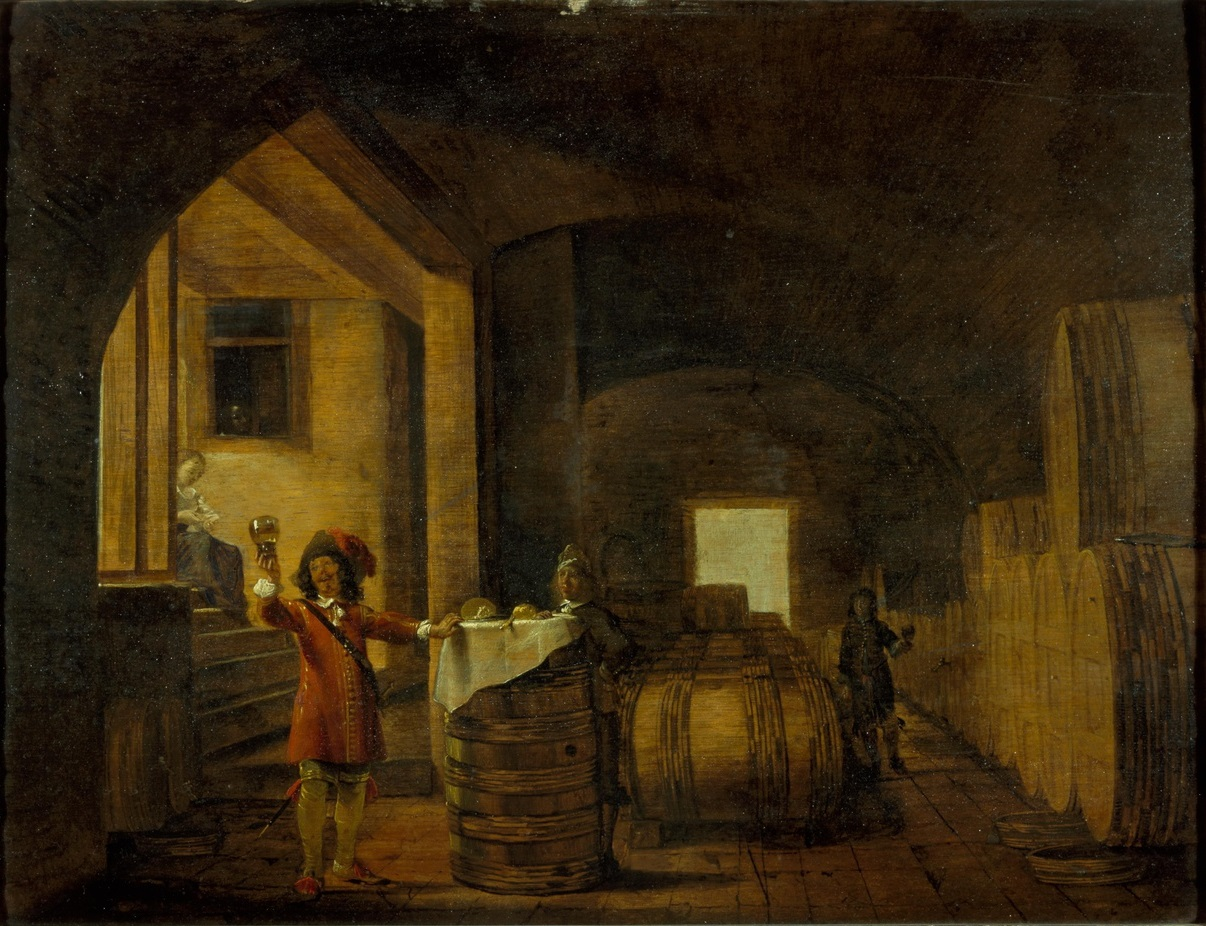
ワインセラー ユトレヒト中央博物館蔵